# 布氏熱帶錫鯰
布氏熱帶錫鯰，為輻鰭魚綱鯰形目北非鯰科的其中一種，分布於非洲貝南、馬利、尼日、奈及利亞、幾內亞的淡水流域，體長可達8.1公分，棲息在底層水域，屬肉食性，生活習性不明。

## 擴展閱讀
維基物種上的相關：布氏熱帶錫鯰